# Trump National Golf Club Bedminster
Le Trump National Golf Club est un club de golf privé situé sur Lamington Road à Bedminster dans le New Jersey. Situé à environ 60 kilomètres à l'ouest de New York dans le comté de Somerset, il est détenu et exploité par la Trump Organization.

## Histoire
Donald Trump achète la propriété de 210 hectares, comprenant le domaine du constructeur automobile John Z. DeLorean, pour moins de 35 millions de dollars en 2002,. Il est anciennement connu sous le nom de Lamington Farm et est le site d'un projet de construction de terrain de golf en difficulté,. Le club doté de 36 parcours est conçu par les architectes de golf Tom Fazio et Tom Fazio II. Le premier parcours ouvre en 2004.
En 2005, Golf Magazine le classe au 73ème rang aux États-Unis et au 84ème par Golf Digest pour 2005 et 2006. Le club accueille le mariage de la fille de Trump, Ivanka Trump, en octobre 2009,. Comme rapporté en 2012, l'adhésion au club de golf coûte alors au maximum 300 000 dollars,.
Le club de golf accueille le troisième événement de la LIV Golf Invitational Series en 2022.

## Tournois
Le club de golf accueille l'US Open féminin de golf du 13 au 16 juillet 2017. La Professional Golfers' Association of America attribue le parcours au Championnat PGA masculin de 2022 en 2014.
Le 10 janvier 2021, la PGA of America retire le parcours du Championnat PGA de 2022. La décision est prise car il est estimé que l'organisation du tournoi sur le parcours nuirait à la marque PGA of America. La décision est prise quelques jours après que Trump est accusé d'avoir encouragé l'assaut du Capitole des États-Unis.
| Année | Majeur                  | Vainqueur      | Score     | Marge de victoire | Second(s)        | Part du vainqueur ($) |
| ----- | ----------------------- | -------------- | --------- | ----------------- | ---------------- | --------------------- |
| 2017  | US Open féminin de golf | Park Sung-hyun | 277 (−11) | 1 coup            | Choi Hye-Jin (a) | 900,000               |

## Présidence Trump
Donald Trump utilise un petit cottage à côté de la piscine commune comme résidence privée, avec un cottage assorti utilisé par Ivanka et son mari Jared Kushner. En novembre 2016, après la victoire de Trump à l'élection présidentielle américaine de 2016, le clubhouse sert à accueillir des réunions pour sa transition présidentielle. Le représentant Leonard Lance prédit que la station pourrait devenir le "Camp David du Nord". En 2017, il devient l'une des trois résidences présidentielles officielles, les deux autres étant – à cette époque – Trump Tower à New York et Mar-a-Lago en Floride. Les employés de la Maison-Blanche reçoivent les mêmes réductions (15–70%) que les membres du club à la boutique du club, un arrangement signalé comme "absolument incorrect" par l'organisation Citizens for Responsibility and Ethics in Washington.
En mai 2017, Trump commence à utiliser la propriété pour des retraites de week-end pendant l'été lorsque Mar-a-Lago est fermé pour la saison. Trump déclare que rester dans sa propriété à Bedminster est moins coûteux et moins perturbateur que de se rendre à Trump Tower à New York. Elle est généralement utilisée de mai à septembre. En août 2017, le domaine est utilisé comme "vacances de travail" du président pour une durée de 17 jours tandis que la Maison-Blanche subit des rénovations approuvées par l'administration Obama et supervisées par l'administration Trump,.
En août 2018, le domaine redevient le site des "vacances de travail" du président pour près de deux semaines.
Trump part pour une autre "vacance de travail" dans son club de golf également en août 2019 tandis que la Maison-Blanche subit quelques réparations.
En 2020, Trump séjourne au club de golf à plusieurs reprises. Le 1er octobre, il organise un événement de collecte de fonds au manoir. Plusieurs heures plus tard, après son retour à Washington, il est annoncé que son test COVID-19 est positif.
Le 14 juillet 2024, au lendemain de sa tentative d'assassinat, Donald Trump se rend au Trump National Golf Club Bedminster pour une partie de golf.

### Problèmes de sécurité
En raison des préoccupations de sécurité, des restrictions de vol sont imposées par la Federal Aviation Administration dans un rayon de 30 miles pendant les séjours de Trump dans son club de golf. Les restrictions affectent 19 aéroports dans le New Jersey et la Pennsylvanie, parmi lesquels deux aéroports doivent fermer complètement car ils sont dans un rayon de 10 miles, à savoir l'aérport Solberg à Readington, New Jersey et l'aéroport Sommerset à Bedminster, New Jersey. De plus, les clubs de l'Academy of Model Aviation ne peuvent pas faire voler des avions modèles dans ce même rayon de 30 miles.
Avec la désignation officielle comme résidence officielle de Trump, le Congrès attribue jusqu'à 41 millions de dollars pour ses coûts de sécurité entre l'inauguration et le 1er octobre 2017.

## Statut fiscal
Comme une grande partie du domaine est utilisée pour l'agriculture, principalement la culture de foin et l'élevage d'un petit troupeau de chèvres, pour des raisons fiscales, une partie du parcours de Bedminster et du parcours Trump à Colts Neck sont qualifiés de terres agricoles. The Wall Street Journal estime que l'utilisation de l'exemption de l'impôt foncier pour les terres agricoles réduit la facture fiscale des deux parcours de golf de 80 000 dollars à moins de 1 000 dollars. Le directeur du chapitre du New Jersey du Sierra Club déclare que Trump "se cache derrière une évaluation agricole pour obtenir une réduction d'impôt massive sur un parcours de golf",.

## Cimetière familial Trump
En 2015, Trump reçoit l'approbation pour construire un cimetière familial sur le domaine comprenant un mausolée classique. Trump indique qu'il souhaite être enterré au parcours de golf de Bedminster.
Ivana Trump, l'ex-femme de Trump et mère de Donald Jr., Ivanka et Eric Trump, est enterrée dans le cimetière familial Trump le 20 juillet 2022.